# Річкова долина (Сегерс)
«Річко́ва доли́на» (нід. Rivierdal) — картина голландського живописця Геркулеса Сегерса (бл. 1589/90–1640). Створена близько 1626/1630 року. Зберігається у колекції Державного музею в Амстердамі (інв. №SK-A-3120).

## Опис
На передньому плані картини зображений крутий укіс з деревами та кущами, що занурений у тінь, створюючи подобу куліс, з темряви яких відкривається залита сонцем сцена. Художник показує жовтуватий кам'янистий берег з будинками і людьми, що стоять на дорозі, блакитну стрічку річки і зелену долину із роз'їждженою дорогою і напівзруйнованим замком. По бокам видніються скелі, що тануть у синюватому серпанку гірської гряди на горизонті. По мірі проникнення у глибину світло міняє інтенсивність: від темного до яскравого і поступово згасає. Картина нагадує ренесансний пейзаж завдяки ідеалізації: все в ній пройняте драматизмом, написано зі знанням законів свтлоповітряного середовища.
Картина була придбана Державним музеєм у травні 1931 року.